# گیم کریک (آلاسکا)
گیم کریک (به انگلیسی: Game Creek) شهرکی در ناحیه سرشماری هوناه-آنگون، آلاسکا ایالت آلاسکا است که جمعیت آن در سرشماری سال ۲۰۰۰ میلادی ۳۵ نفر بوده‌است.